# Гамаюн

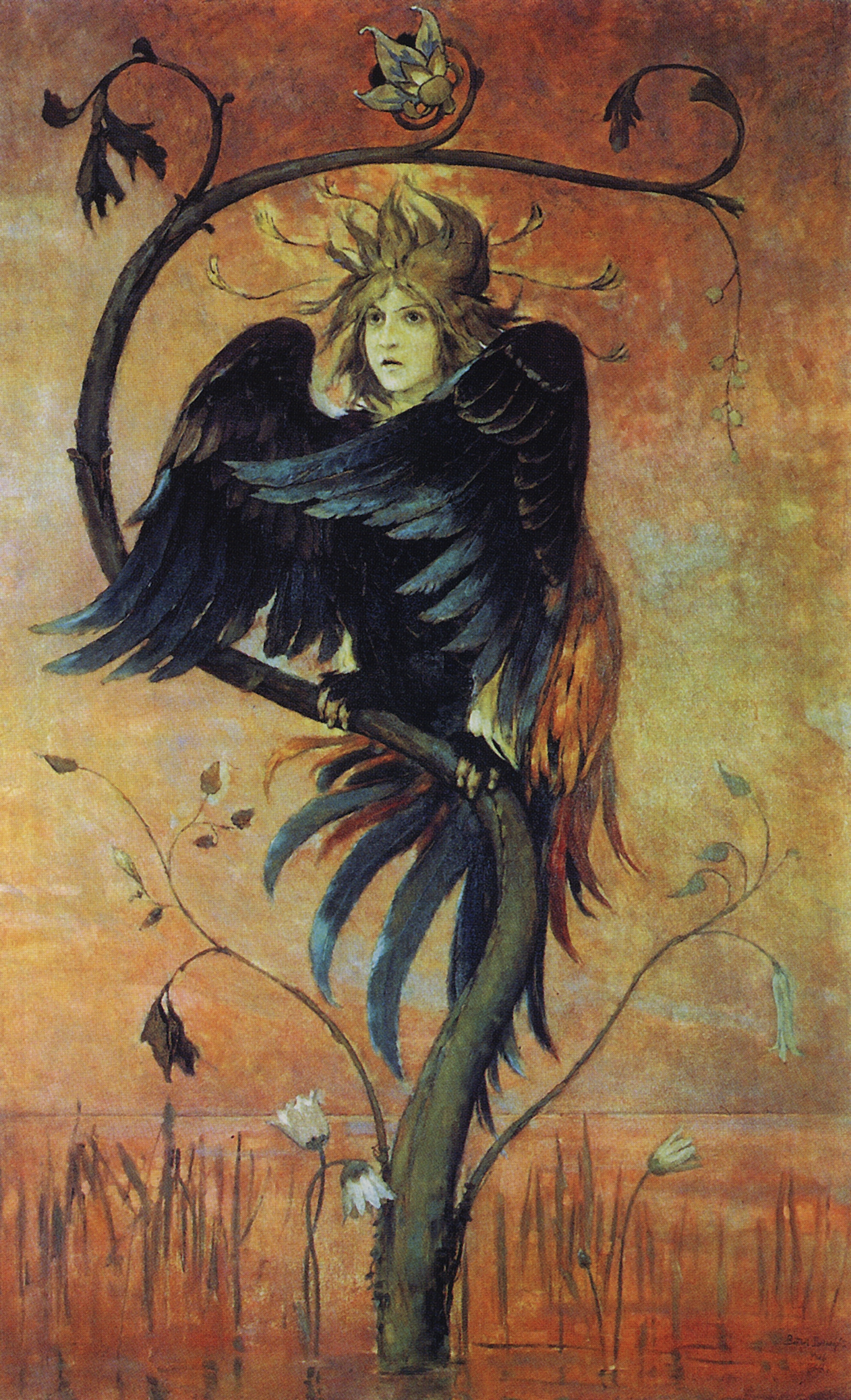
В. М. Васнецов, «Гамаюн, птаха віща», 1895 р.

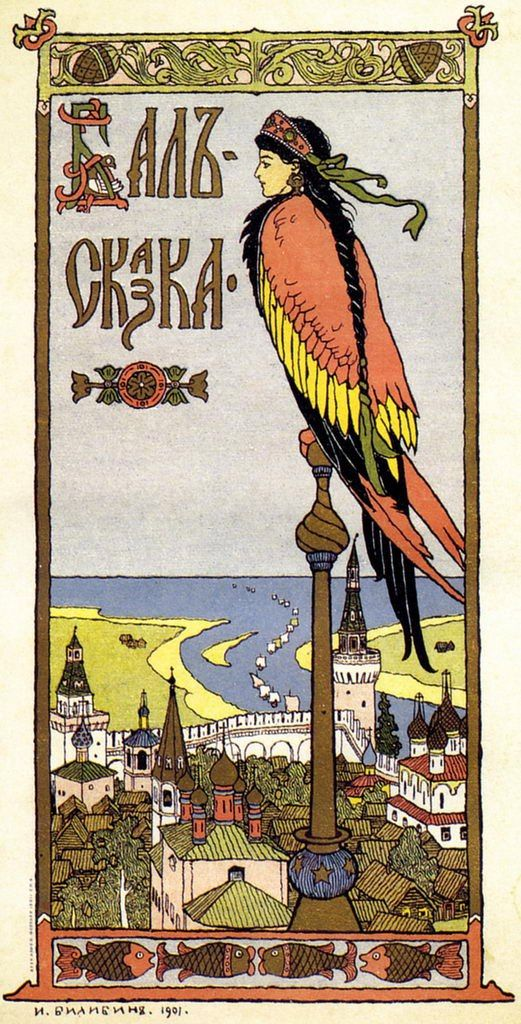
Іван Білібін, «Гамаюн» (афіша до «казкового балу»), початок XX ст.

Гамаюн — у східній міфології священний птах, що символізує щастя, багатство, владу (якщо на людину впаде тінь Гамаюна, то людину очікують багатство, успіх тощо). В пам'ятках російської писемності (з XVII ст.) — райська птаха-жінка, на старовинних лубочних картинках зображувалася з жіночим обличчям (наприклад, В. М.  Васнецов, «Гамаюн — птаха віща»).

## Гамаюн в традиції Росії
На території сучасної Росії птах Гамаюн був відомий з XVI ст. — в одній з «Космографій» (географічних довідників) XVI — початку XVII ст. написано:
 — «У тій же частині Азії — що у Сима по жеребу, багато островів на східному море: перший острів Макарицький поблизу блаженнаго раю і тому (люди) які його поблизу — глаголять, що звідти залітають райські птахи: Гамаюн і Фінікс — пахощі приносять дивовижні».
Головний епітет-риса «птаха віща». Головна особливість: літає в піднебессі, але живе в глибині моря, вилітає з морських глибин:
 — «Гамаюн — казкова райська птаха. У неї жіноче обличчя і груди. Іноді зображують просто великим птахом, що злітає з морських глибин. Якщо кричить птах Гамаюн — пророкує щастя».
Інша особливість: у зображень Гамаюна часто були відсутні ноги, бо вважалося, що Гамаюн безперервно літає і ніколи не спить — як безперервно парить і ніколи не дрімає думка та мудрість.
Гамаюн співає людям божественні пісні й віщує майбутнє тим, хто вміє чути таємне. Гамаюн знає все на світі. Коли Гамаюн летить зі сходу, приходить смертоносна буря.

Загальновизнано, що образ Гамаюна прийшов в Росію з Персії, в той час як «Сірін, Алконост» прийшли з грецького християнства. Характерно, що серед європейських країн лише в Росії існують міфі-легенди про Гамаюна, в легендах України та інших слов'яно-германських країн — образу Гамаюна нема.
«Російський Гамаюн» споріднений з «російськими коронованими птахо-дівами Алконостом, Сіріном», але Гамаюн має відміну: виражену рису «віщий птах». Також варто відмітити, що лубочних зображень з Гамаюном значно менше аніж з Алконостом та Сіріном, тобто в народі та «народних православних віруваннях» Гамаюн був значно менш популярним (можливо тому, що він є «віщуном»; а православ'я вважало, що «віщування, ворожіння» є неприйнятною справою).
Зображення птахи Гамаюн у вигляді статуеток та ювелірних прикрас підносили як дари московським царям. Часто зображеннями Гамаюн прикрашали шкатулки і скриньки, де зберігалися важливі папери та листування. Такі скриньки так і називали — Гамаюн. У джерелі того часу читаємо: «І піддячий, розстібнув птаху Гамаюн, вийняв лист й читає вголос».
У царя Олексія Михайловича улюбленого кречета звали «Гамаюн». Невідомий екзотичний птах (не ловчий) з таким же ім'ям був піднесений в дар Федору та Петру Олексійовичам в 1686 році. Йменням «Гамаюн» була названа гармата-піщаль.

### Гамаюн в російській геральдиці
В геральдиці «райський птах Гамаюн» — це міфічна «птаха щастя». Символізує також мир, багатство, благополуччя, велич. Вважалася птахом-провісником. Гамаюн зображений на гербах деяких російських населених пунктів та областей. Зокрема, «Гамаюн» входить до складу герба міста Смоленська (принаймні з 1570 року) та Смоленської області.

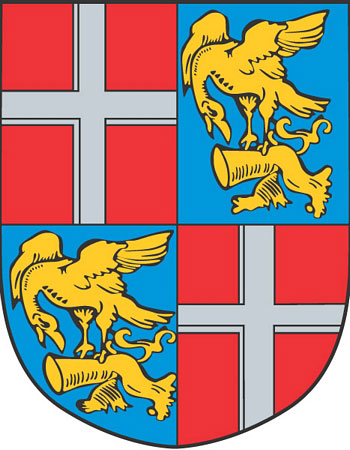
Герб Смоленська, 1570
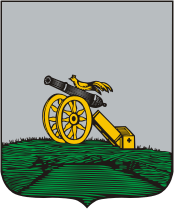
Герб Смоленська, 1780
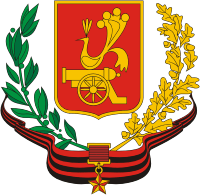
Герб Смоленська з 1970-х
Герб Смоленщини (з 10.12.1998)

## Птаха «Хумая»
В міфології древніх іранців був — птаха радості Хумая. Младоавестійскіх слово «humaia» означає «майстерний, хитромудрий, мудрий, чудодійний», звідки в давньоіранської мови було і власна назва «Humaya».

Герб Узбекистану (з 2.7.1992), домінуюча фігура герба — птаха «Хумо»

Прапор та герб Ірану (з 29.7.1980)

Птаха Хумая-Гамаюн у мусульман вважалася особливо важливою. Вірили, що іноді Хумая може невидимо пролетіти над головою будь-якої людини і торкнутися його крилами — тоді людина ця неодмінно стане владикою, правителем. Звідси в тюркських мовах існувало слово «гумаюн» — «найясніший».

### Герб Узбекистану
Узбекистан (з 2.7.1992 р.) прийняв «птаху Хумо» як домінуючу фігуру державного герба:
 — «Державний герб Узбекистану має зображення сонця, що сходить… У центрі герба зображена птаха Хумо з розкритими крильми — символ щастя та волелюбності».

### Герб та прапор Ірану
Герб Ісламської Республіки Іран в сучасному вигляді був прийнятий 29.7.1980 (затверджений Аятолою Хомейні) й являє собою стилізований напис «Аллах» (اﷲ) — одночасно іранці описують цей герб як «чотири півмісяці та меч посередині», або як «червоний тюльпан на могилі загиблих героїв». Але насправді є усі підстави вважати, що цей герб продовжує традицію — зображення «птахи Хумо» на прапорах Персії-Ірану (ще з часів Ахеменидів); адже й «птаху Хумо» на «гербі Узбекистану» визнають як «таку що походить з іранської традиції».

### «Гамаюн» в титулах турецьких та іранських правителів
Птах Гамаюн як символ мудрості згадувалася в обов'язкових титулах східних правителів: турецького султана і шаха Ірану. Ось як звертався до турецького султана московський цар Василь: «Високому владою та піднесеному честію як личить королю, і сину короля — наслідувачу Гамаюна… Государю Константинопольському Салиму-шалхан-Дікеру».
Інша грамота цього царя, яка була відправлена з послами до Константинополя — містить ось такий титул турецького султана: «Гамаюна наслідувачу, Ібрагім султанові Государю Константинопольському, Біломорському (тобто владиці Західного моря, Адріатичного), Чорноморському, анатолійському, урумському, Румському (від назви області Рум, Румелія), Караманскому та інших — Великому Государю, братові і доброму приятелеві нашому».

### Іранська птаха «Сімург»
Загальновизнано, що «птаха Хумо, Хумая» — в іранській традиції дуже близька за рисами до божества «Сімург».

## Велика богиня «Умай»
Персько-узбецьку богиню-птаху «Хума, Хумая, Humaya» вважають не тотожньою (бо їх риси відрізняються), але спорідненною з монгольською, тюрською, алтайською Великою Богинею "Умай“ (англ. «Umay»). Культ Умай зберігся на Алтаї, який вважається батьківщиною тюрксько-монгольських народів. Значення Умай колосальне — це жіноча іпостась верховного божества «Тенгрі».
Ім'я «Umay» (та «Eje, Ece») використовуються як епітет-ім'я Турецької Республіки.
Оскільки Умай пов'язана з сонцем, то її називають «Sarı Kız; Сарі Киз» = «Сонячна Діва» (а жовтий колір є її символом). Символічне зображення Умай — це «маленький лук зі стрілою», який вішалися над колискою. Зображували богиню-матір з золотим волоссям, з гребневидною зачіскою.